# Otto Robert Frisch
Otto Robert Frisch, född 1 oktober 1904 i Wien, Österrike, död 22 september 1979 i Cambridge, England, var en österrikisk-brittisk fysiker. Han var systerson till fysikern Lise Meitner och samarbetade med henne i sin forskning när de utvecklade den första teoretiska förklaringen av fission (och myntade termen) och tillsammans var de två första att experimentellt upptäcka fissionsprodukterna. Senare, tillsammans med sin kollega Rudolf Peierls, konstruerade han den första teoretiska mekanismen för detonation av en atombomb 1940.

## Biografi
Frisch föddes i en judisk familj och var son till målaren Justinian Frisch och konsertpianisten Auguste Meitner Frisch. Han var själv begåvad på båda områdena men delade också sin moster Lise Meitners kärlek till fysik och inledde en studieperiod vid universitetet i Wien, där han tog examen 1926 med ett arbete om effekten av den nyupptäckta elektronen på salter.
Efter några års arbete i mindre laboratorier i Tyskland fick Frisch en tjänst i Hamburg under den nobelprisbelönade forskaren Otto Stern. Här producerade han arbeten med diffraktion av atomer (med hjälp av kristallytor) och bevisade bland annat att protonens magnetiska moment var mycket större än vad som tidigare hade antagits.
Adolf Hitlers tillträde som Tysklands rikskansler 1933 fick Frisch att fatta beslutet om att flytta till London, där han började arbeta vid Birkbeck College och arbetade med fysikern Patrick Blackett om dimkammarteknik och artificiell radioaktivitet. Han följde upp detta med en femårig sejour i Köpenhamn med Niels Bohr där han alltmer specialiserade sig på kärnfysik, särskilt inom neutronfysik.

### Tidig yrkeskarriär

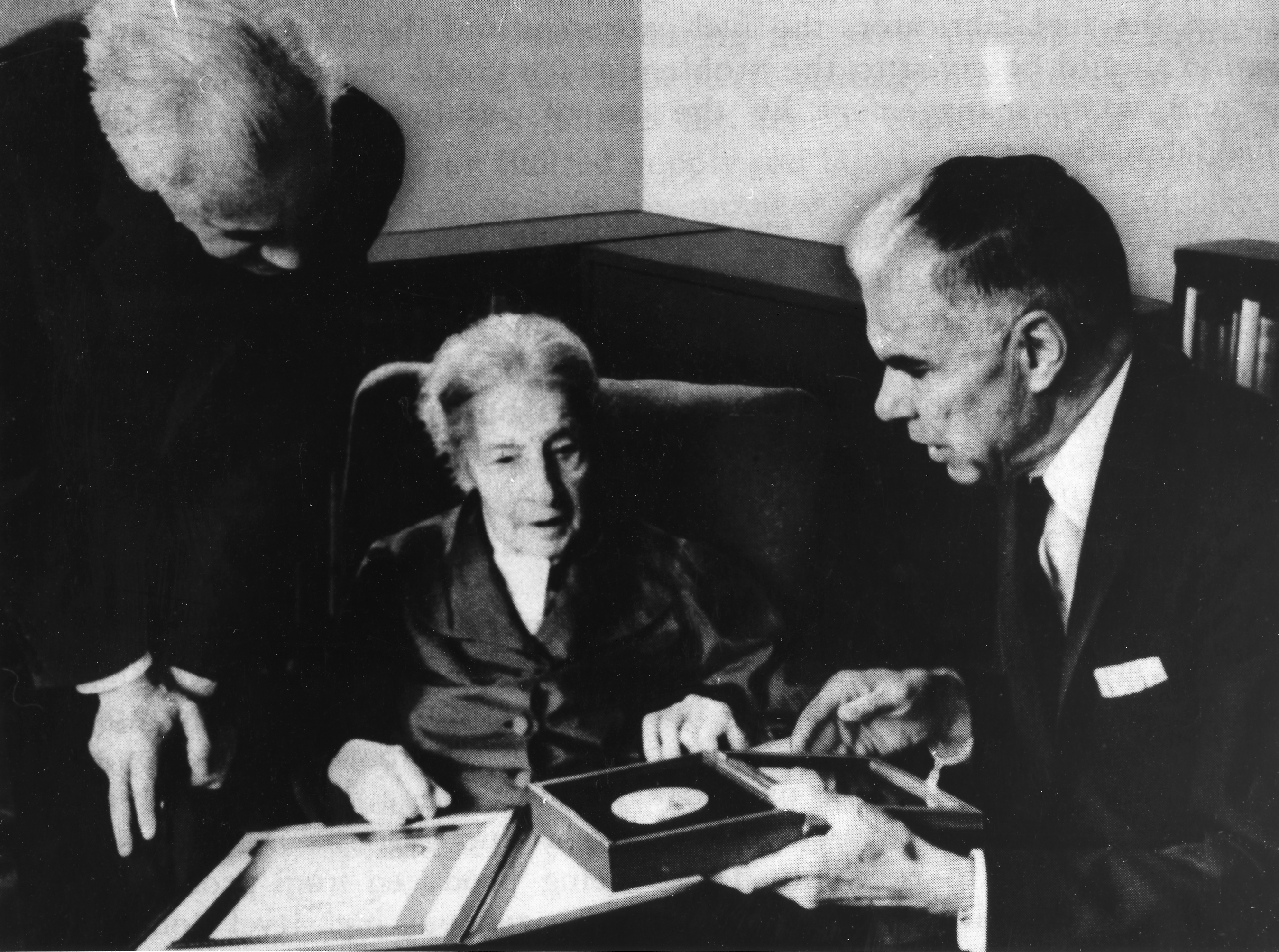
Otto Frisch, Lise Meitner och Glenn Seaborg.

Julhelgen 1938 tillbringade Frisch, tillsammans med sin moster Lise Meitner, hos Eva von Bahr och Niklas Bergius i Kungälv. Medan de var där fick Meitner nyheten att Otto Hahn och Fritz Strassmann i Berlin hade upptäckt att kollisionen mellan en neutron och en uranatomkärna producerade grundämnet barium som en biprodukt. Hahn kallade i ett brev till Meitner denna nya reaktion för en "sprängning" av uranatomkärnan. Frisch och Meitner antog att uranatomkärnan hade splittrats i två, förklarade processen och uppskattade den frigjorda energin. Tillbaka i Köpenhamn myntade Frisch termen fission, tagen från en typ av celldelning inom biologin, för att beskriva den.
Politiska begränsningar under nazisttiden tvingade Hahns och Strassmanns grupper och Frisch och Meitner (som båda var judar) att publicera sina forskningsresultat separat. Hahns rapport beskrev experimentet och upptäckten av bariumbiprodukten. Meitners och Frischs rapport förklarade fysiken bakom fenomenet.
Frisch åkte tillbaka till Köpenhamn, där han snabbt kunde isolera de grundämnen som producerades av fissionsreaktioner. Som Frisch själv senare erinrade om föreslogs en grundläggande idé om det direkta experimentella beviset på kärnklyvningen av George Placzek. Många anser att Meitner och Frisch förtjänade Nobelpriserkännande för sina bidrag till att förstå fissionen.

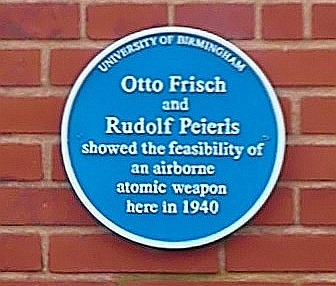
University of Birmingham - Poynting Physics Building – blå plakett.

I mitten av 1939 åkte Frisch för ett kort besök till Birmingham, men utbrottet av andra världskriget hindrade honom från att återvända. Med kriget i åtanke producerade han och fysikern Rudolf Peierls Frisch-Peierls-memorandumet vid University of Birmingham, vilket var det första dokumentet som fastställde en process genom vilken en atomexplosion kunde genereras. Deras process skulle använda separerat uran-235, vilket skulle kräva en ganska liten kritisk massa och skulle kunna göras för att uppnå kritikalitet med konventionella sprängämnen för att skapa en oerhört kraftig detonation. Promemorian förutsade effekterna av en sådan explosion – från den initiala sprängningen till det resulterande nedfallet. Detta memorandum var grunden för det brittiska arbetet med att bygga en atomanordning (Tube Alloys-projektet) och även Manhattanprojektet som Frisch arbetade med som en del av den brittiska delegationen. Frisch och Rudolf Peierls arbetade tillsammans vid fysikavdelningen vid University of Birmingham 1939–1940. Han reste till Amerika 1943 efter att snabbt ha blivit brittisk medborgare.

### Manhattanprojektet

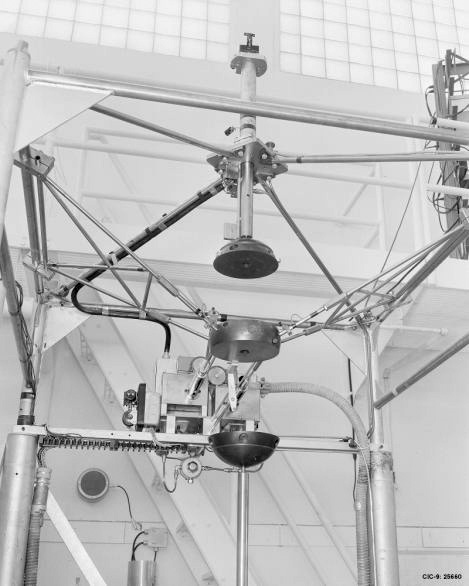
Godiva-enheten vid Los Alamos.

År 1944 i Los Alamos var en av Frischs uppgifter som ledare för gruppen Critical Assemblies att bestämma den exakta mängden anrikat uran som skulle krävas för att skapa den kritiska massa som skulle upprätthålla en kärnkedjereaktion. Han gjorde detta genom att stapla flera dussin stänger av anrikad uranhydrid åt gången och mäta stigande neutronaktivitet när den kritiska massan närmade sig. Vätet i metallstängerna ökade den tid som reaktionen krävde för att accelerera. En dag orsakade Frisch nästan en skenande reaktion genom att luta sig över stapeln, som han kallade "Lady Godiva-aggregatet" (Lady Godiva assembly). Hans kropp reflekterade neutroner tillbaka i stapeln. I ögonvrån såg han att de röda lamporna som flimrade med jämna mellanrum när neutroner sändes ut, "glödde kontinuerligt". Frisch insåg vad som hände och spred snabbt staplarna med handen. Senare beräknade han att stråldosen var "ganska ofarlig" men att om han "hade tvekat i ytterligare två sekunder innan han tog bort materialet ... dosen skulle ha varit dödlig". "På två sekunder fick han, enligt tidens generösa standarder, en hel dags tillåten dos neutronstrålning." På detta sätt bestämde hans experiment de exakta mängderna av uran som krävdes för att detonera Little Boy-bomben över Hiroshima.
Han utformade också experimentet "drakens svans" eller "giljotin" där en liten uranklump släpptes genom ett hål i större fast massa uran och nådde strax över kritisk massa (0,1 %) i en bråkdel av en sekund. Vid mötet för att godkänna experimentet sa Richard Feynman, som kommenterade den övergående faran, att det var "precis som att kittla svansen på en sovande drake." Under en perioden av ca 3 millisekunder steg temperaturen med en hastighet av 2 000 °C per sekund och ett överskott av 1015 neutroner emitterades.

### Åter till England
År 1946 återvände Frisch till England för att tillträda tjänsten som chef för kärnfysikavdelningen vid Atomic Energy Research Establishment i Harwell, även om han också tillbringade mycket av de kommande trettio åren som lärare vid Cambridge där han var Jacksonian Professor of Natural Philosophy och stipendiat vid Trinity College. 
Innan han gick i pension 1972 konstruerade han en enhet, SWEEPNIK, som använde en laser och dator för att mäta spår i bubbelkammare. När han såg att detta hade bredare tillämpningar hjälpte han till att grunda ett företag, Laser-Scan Limited, numera känt som 1Spatial, för att utnyttja idén.